# Kenyeh Barlay
Kenyeh Barlay (* 20. Jahrhundert) ist eine Politikerin aus Sierra Leone.

## Werdegang
Barlay lernte in den 1970er Jahren an der Annie Walsh Memorial School in ihrem Heimatland und wechselte dann zur City of London School for Girls in London und anschließend an die St.-Georg-Schule in Rom. Ihren Sekundarschulabschluss erhielt sie vom Davies College in London. Von der Swansea University erhielt Barlay einen Master of Science in Sozialplanung und einen Bachelor (Hons) in Sozialstudien von der University of Hull.
Barlay begann 1984 im Ministerium für Entwicklung und Wirtschaftsplanung (MODEP) zu arbeiten. 1997 wurde sie Direktorin des von der Afrikanischen Entwicklungsbank (AfDB) finanzierten Programms für soziale Maßnahmen und Armutsbekämpfung (englisch Social Action and Poverty Alleviation, SAPA), das sie fünf Jahre zuvor im MODEP konzipiert hatte und das anschließend an die damalige Nationale Kommission für Wiederansiedlung, Wiederaufbau und Rehabilitation (NCRRR) übertragen wurde. Das SAPA-Programm unter der Leitung von Frau Barlay war eine Initiative der Regierung für den Wiederaufbau der sozialen und wirtschaftlichen Infrastruktur des vom Bürgerkrieg zerstörtem Land. Zudem gab es einen Schwerpunkt auf die wirtschaftliche Stärkung der Frauen durch den Zugang zu Finanzmitteln und Qualifizierungsmaßnahmen.
Barlay wurde Direktorin des NaCSA-Mikrofinanzprogramms, in das sie das SAPA-Programm umgewandelt hatte. Von 2007 bis 2011 arbeitete sie als technische Beraterin des UNCDF für das Projekt „Launch of an Inclusive Financial Sector“ in Liberia. Von 2013 bis 2016 koordinierte Barlay das von der Weltbank und der JICA finanzierte West African Agricultural Productivity Programme (WAAPP) für die Mano River Union.
Barlay wurde später Mitglied des Exekutivrats der Afrikanischen Entwicklungsbank. Als Exekutivdirektorin im Vorstand der AfDB vertrat sie die Länder Gambia, Ghana, Liberia, Sierra Leone und Sudan. Im Juli 2023 wurde Barlay von Präsident Julius Maada Bio zur Ministerin für Planung und wirtschaftliche Entwicklung ernannt. Seit 2023 ist Barlay zusätzlich Vorsitzende der g7+-Staaten.